# Five Rivers (Neuseeland)
Five Rivers ist eine kleine Siedlung im Southland District der Region Southland auf der Südinsel von Neuseeland.

## Namensherkunft
Ihren Namen erhielt die Siedlung nach der 1857 hier durch Arthur Hogue gegründeten Farm „Five River Station“. Der Ort ist eine Station der Southern Scenic Route.

## Geographie
Die Siedlung befindet sich rund 13 km nördlich von Lumsden am Abzweig des New Zealand State Highway 97 vom New Zealand State Highway 6 nach Mossburn am Irthing Stream, einem von fünf Zuflüssen aus den Eyre Mountains in den Ōreti River. Die anderen vier sind der Cromel, Acton, Oswald und der Dilston Stream, die sich beim etwa sieben Kilometer südlich gelegenen Lowther vereinigen und bis auf den Irthing Stream nicht in die Nähe des Ortes kommen. Die nächsten Ortschaften am SH 6 in Richtung Norden sind Parawa und das etwa 25 km entfernte Athol.